# 9274 Amylovell
A 9274 Amylovell (ideiglenes jelöléssel 1980 FF3) a Naprendszer kisbolygóövében található aszteroida. Claes-Ingvar Lagerkvist fedezte fel 1980. március 16-án.